# Ulla Lachauer

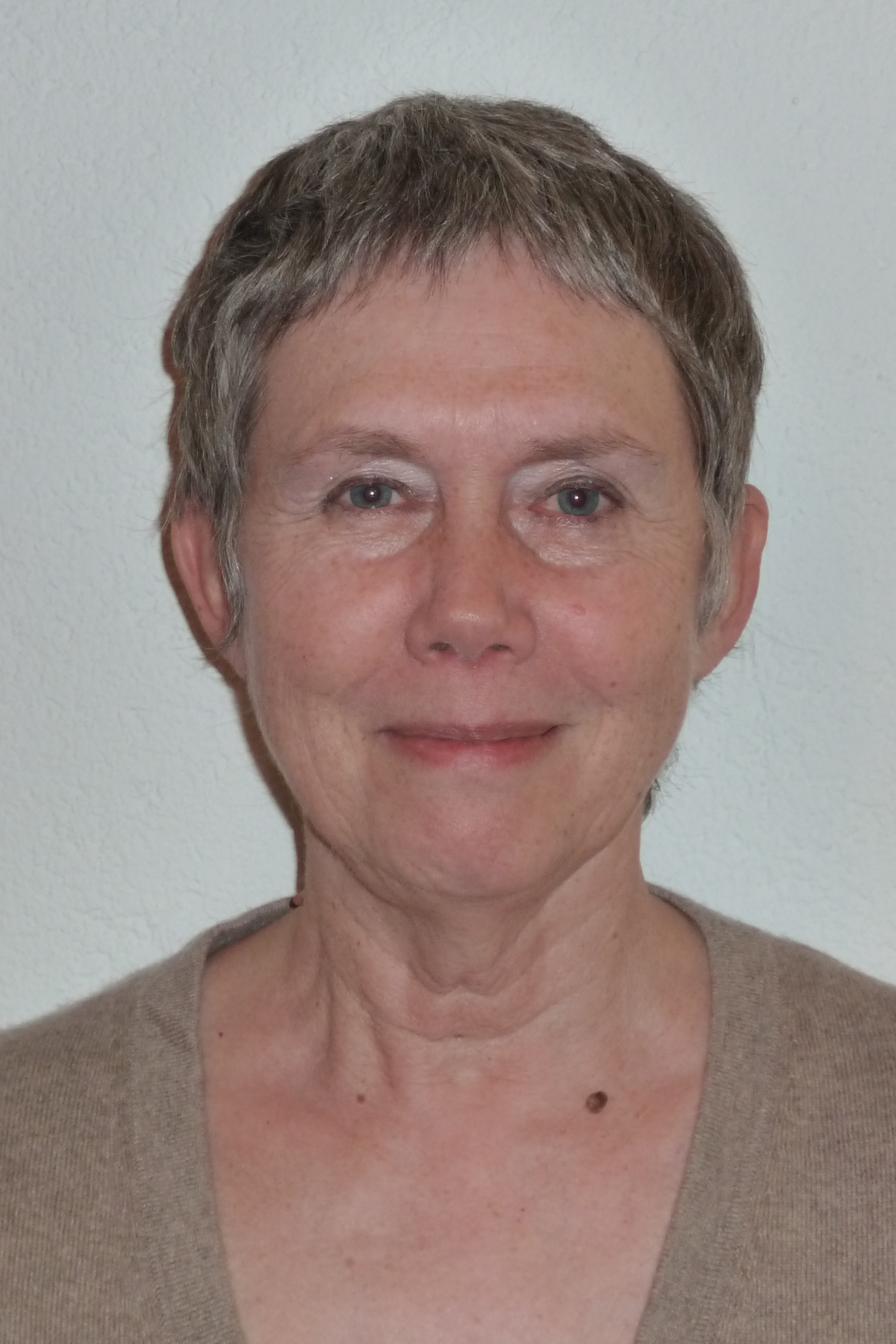
Ulla Lachauer (2012)

Ulla Lachauer (* 6. Februar 1951 in Ahlen/Westfalen als Ulla [Ursula Maria] Demes) ist Dokumentarfilmerin, freie Journalistin sowie Buchautorin. Bekannt ist sie in erster Linie für ihre Recherchen zur Geschichte Ostpreußens.

## Leben
Ulla Lachauer wurde 1951 als ältestes von vier Kindern in Ahlen/Westfalen geboren. Ihr Vater war der Landtierarzt Dr. Karl Demes und ihre Mutter die Volkswirtin Marianne Beumer. Die Vorfahren väterlicherseits waren Bauern, die mütterlichen Kaufleute.
Ab 1969 begann sie in Gießen und Berlin das Studium der Geschichte, Philosophie und Politikwissenschaft, das sie 1978 mit dem ersten Staatsexamen abschloss. Bis 1979 war sie als Referendarin in Berlin tätig, zweifelte allerdings inzwischen an ihrer Berufswahl. So arbeitete sie bis 1981 als wissenschaftliche Mitarbeiterin beim Schülerwettbewerb „Deutsche Geschichte“ der Hamburger Körber-Stiftung.
Von 1982 bis 1986 arbeitete sie als wissenschaftliche Assistentin im Fachbereich Geschichte der Gesamthochschule Essen. 1981 begann sie zudem ihre freiberufliche Tätigkeit und war ab Mitte der 1980er-Jahre als freie Mitarbeiterin für Rundfunk und Fernsehen tätig. Aus der Tätigkeit als Fernsehjournalistin erwuchs bei ihr ein großes Interesse für die großen Veränderungen (Glasnost, Perestroika etc.), die sich in dieser Zeit in der Sowjetunion und dem Baltikum abspielten. Da die Veränderungen für sie zu komplex und vielschichtig waren, suchte sie nach einem geeigneteren Medium als die Sendeformate des Fernsehens. Daher schreibt sie seit Anfang der 1990er-Jahre eigene Bücher und nicht mehr nur Artikel für Zeitungen und Zeitschriften, wie FAZ und Zeit.
Ab Mitte der 1980er Jahre lebte Lachauer in Baden-Württemberg, ab 2008 in Stuttgart. Seit 2015 lebt sie in Lüneburg.

## Auszeichnungen
- 2012: Barbara-Künkelin-Preis[2]
- 2017: Bundesverdienstkreuz am Bande[3]
- 2020: Georg-Dehio-Buchpreis für das literarische Gesamtwerk[4]

## Werke
Ihre Werke konzentrieren sich geografisch auf Mittel- und Osteuropa, das europäische Russland zu Sowjetzeiten, während der Wende und danach sowie auf Sibirien und Kasachstan. Zudem bewegt sie sich in Frankreich, der Türkei, Irland, ihrer Heimat Westfalen und Baden-Württemberg.
Sie schreibt vor allem weibliche Biografien und beschäftigt sich mit Untergang und Nachleben ländlicher Welten, städtischer Überlebenskunst, ethnischen Gemengelagen, Vertreibungen in Europa und jüdischer Kultur. Zum erweiterten Themenkreis zählen Oral History als Methode, Körpergeschichte sowie der Gartenbau.
Zusammen mit Winfried Lachauer drehte sie für den SWR die Dokumentation „Lehrjahre beim Feind – Hitlerjungen in Kriegsgefangenschaft“ über drei Mannheimer Angehörige der Hitlerjugend, die Ende des Zweiten Weltkriegs in französische Kriegsgefangenschaft gerieten.

### Schriften
Monografien
Die Bücher sind im Rowohlt Verlag erschienen.
- Land der vielen Himmel. Memelländischer Bilderbogen. 1992.
- Die Brücke von Tilsit. 1994.
- Paradiesstraße. Lebenserinnerungen der ostpreußischen Bäuerin Lena Grigoleit. 1996. Taschenbuchausgabe: 1997, ISBN 3-499-22162-4.
- Ostpreussische Lebensläufe. 1998.
- Ritas Leute. Deutsch-russische Familiengeschichte. 2002.
- Der Akazienkavalier : Von Menschen und Gärten. 2008.
- Magdalenas Blau. Das Leben einer blinden Gärtnerin. 2011.
- Von Bienen und Menschen. 2018.

Herausgeberschaften
- mit Dieter Galinski, Ulrich Herbert: Nazis und Nachbarn. Schüler erforschen den Alltag im Nationalsozialismus. Reinbek 1982, ISBN 3-499-17648-3.
- Alltag im Nationalsozialismus 1933–1939. Jahrbuch zum Schülerwettbewerb Deutsche Geschichte um den Preis des Bundespräsidenten. Braunschweig 1982.

Beiträge
- Geschichte wird gemacht. In: Lutz Niethammer und andere (Hrsg.): Die Menschen machen ihre Geschichte nicht aus freien Stücken, aber sie machen sie selbst. Berlin/Bonn 1984, Seiten 250–264

### Filme
Aus Ulla Lachauers Filmografie:
- „Westpreußen“ (2009)
- „Als die Deutschen weg waren. Gablonz/Sudetenland“ (2005)
- „Bessarabien. Deutsche und andere Völker“ (1993)
- „Breslau. Die schlesische Metropole“ (2000)
- „Buchela - Die Hellseherin vom Rhein“ (2014)
- „Der Krieg meines Urgroßvaters (1870/71)“ (1997)
- „Der lettische Liederschrank. Rückblende“ (1998)
- „Guter Hoffnung. Von Schwangerschaft und Geburt“ (1999)
- „Kaisertum und Reich, Weltmacht Rom VI“ (1987)
- „Kant, Königsberg, Kaliningrad“ (1991)
- „Karaganda. Die Stadt der Verbannten“ (2001)
- „Kobelowo. Ein Dorf in der Taiga“ (1994)
- „Lehrjahre beim Feind“ (2005, mit Winfried Lachauer)
- „Memelland“ (1989)
- „Odessa“ (1993)
- „Ostpreußens lange Nachkriegszeit“ (2004)
- „Preußens Osten, Rußlands Westen“ (1991)
- „Riga. Gesichter einer Stadt“ (1999)
- „Trakehnen“ (1991)
- „Transit Brügge – Nowgorod. 4000 km europäische Geschichte“ (1997)
- „Vertriebene – Deutsche, Polen, Ukrainer“ (1995)
- „Vive L'Empereur! Vive Lampenöl!“ (1989)
- „Wladimir Wyssotzkij, Rückblende“ (1995)
- „Wie der Reitsport nach Westfalen kam“ (2011)
- „Die Heinrichs aus Kasachstan“ (2012)

### Hörspiele und Features
- 2015: Die Moschee am Bahndamm (Muslimische Roma in Düsseldorf) – auch Regie (Feature – DLF)

### Erzählungen in Anthologien
- "Der Krieg meines Urgroßvaters Heinrich Beumer (1870/71), in: Der beflügelte Aal, Heimatliches aus Ahlen – Vorhelm Dolberg, Bd. 16, S. 75 ff (1997)
- Gladiolenzeit in: Der Akazienkavalier, Von Menschen und Gärten, Rowohlt, Reinbek 2008,  S. 22 ff.
- Hänschen und das Apfelei in: Der Akazienkavalier, Von Menschen und Gärten, Rowohlt, Reinbek 2008,  S. 28 ff.
- Der neugierige Affe. Ein Held aus Kindertagen kehrt zurück in: Verführung zum Lesen, Zweiundfünfzig Prominente über Bücher, die ihr Leben prägten, Rowohlt, Reinbek 2003, S. 140 ff